# Бузиновщина (Решетиловский район)
Бузиновщина (укр. Бузинівщина) — село,
Лиманский-Первый сельский совет,
Решетиловский район,
Полтавская область,
Украина.
Код КОАТУУ — 5324281602. Население по переписи 2001 года составляло 25 человек.

## Географическое положение
Село Бузиновщина находится на расстоянии в 0,5 км от села Туры, в 1-м км от села Лиман Первый, в 2-х — село Поточек.
По селу протекает пересыхающий ручей с запрудой.